# Franklin Jabini
Franklin Jabini (Brokopondo, 17 januari 1965) is een Surinaams evangelisch theoloog, die behoort tot de Vergadering van Gelovigen. 
Jabini werd geboren in het district Brokopondo in Suriname. Hij studeerde Bijbelwetenschappen aan het Caribbean College of the Bible (CCBI) waar hij een bachelor- en mastertitel behaalde en volgde een post-doctorale opleiding Bijbelvertalen aan de Vrije Universiteit Amsterdam. In 2004 promoveerde hij aan de Universiteit van Zululand in de missiologie op de dissertatie Translation and Missions in Suriname. Hij is momenteel als onderzoeksprofessor betrokken bij CCBI en professor Intercultural Study bij Emmaus Bible College (Dubuque). Van 2007-2012 was hij verbonden aan de South African Theological Seminary (SATS).
Publicaties en onderzoek
Franklin Jabini publiceerde verschillende werken over de geschiedenis van het christendom in Suriname, waaronder: Geschiedenis van het Bijbelvertaalwerk in Suriname van 1749-1993 (1994), Bijbelscholen in Suriname (1998), Het Kruis voor een Kankantrie: een beknopt overzicht van de Surinaamse kerkgeschiedenis (2000), Uit het leven van een zendingsechtpaar (2012), De Jesus Students in Suriname (2013), De Broeders in Suriname (2013). In 2012 publiceerde Langham zijn boek Christianity in Suriname. Het boek bevat een overzicht van de Surinaamse kerkgeschiedenis, een samenvatting van de werken van Surinaamse theologen, een bespreking van de belangrijkste bronnen voor de studie van het christendom in Suriname en een aantal foto's van christelijke activiteiten in Suriname. In 2015 publiceerde Jabini zijn boek Bible Translation in Suriname. In 2014 schreef hij Apostel Irma Gimith-Woerdings en Bribi Ministries. Ook verschenen enkele bundels Bijbelstudies van hem bij de Nederlandse uitgeverij Medema: Gods Geest vóór Pinksteren (2006) en Gods Geest na Pinksteren (2008). 
Hij doet onderzoek op het gebied van Open Afstandsonderwijs en het opzetten van een Open Universiteit in Suriname. Hij publiceerde het boek Een Open Universiteit in Suriname (2013).